# Sociëteit van Sint-Pius V
De Sociëteit van Sint-Pius V (SSPV, Society of Saint Pius V, St. Pius V Fraternity, Broederschap St. Pius V) is een sedevacantistische traditionalistische Gemeenschap van Apostolisch Leven, geleid door bisschop Clarence Kelly SSPV.
De SSPV ontstond in 1983 toen negen priesters door Marcel Lefebvre uit de Priesterbroederschap Sint Pius X (SSPX, Engels: Society of Saint Pius X) werden gezet, vanwege hun weigering de Tridentijnse liturgie volgens het latere missaal van Johannes XXIII te vieren. Deze negen priesters waren bovendien aanhangers van de theorie van het sedevacantisme. Een groep Amerikaanse seminaristen uit de SSPX sloot zich van 1983 tot 1985 bij hen aan. Uit deze negen priesters en deze groep seminaristen kwam de SSPV voort.
Een aanzienlijk deel van de kerken en kapellen van de Priesterbroederschap Sint Pius X in de Verenigde Staten kwam hierbij in handen van de SSPV.
Eind jaren tachtig verlieten echter enkele van de oorspronkelijke negen priesters de SSPV, omdat er intern onenigheid was ontstaan aangaande de geoorloofdheid van de bisschopswijdingen door Pierre-Martin Ngo Dinh Thuc, eerder in die jaren tachtig.
De SSPV heeft één priesterseminarie, namelijk het Immaculate Heart Seminary, gevestigd in Round Top. Ook is een klooster van zusters (Daughters of Mary) door de SSPV opgericht.
In 1993 wijdde de rooms-katholieke emeritus-bisschop van Arecibo, monseigneur Alfredo José Isaac Cecilio Francesco Méndez-Gonzalez C.S.C., pater Clarence Kelly tot bisschop volgens de oude Latijnse ritus van de Rooms-Katholieke Kerk (Pontificale Romanum ed. 1911). Mendez had in 1992 reeds twee seminaristen van de SSPV tot priesters gewijd. Clarence Kelly is sinds 1983 overste van de SSPV.
Het generalaat van de SSPV is gevestigd in Oyster Bay Cove.
De SSPV is voornamelijk werkzaam in kapellen en kerken die verspreid in de Verenigde Staten liggen. De werkzaamheid buiten Amerika is beperkt. Vanzelfsprekend draagt men uitsluitend de mis volgens de Tridentijnse ritus op.
Veel leden van de SSPV houden de theorie van het sedevacantisme aan als uitleg voor de crisis die zij in de Kerk van Vaticanum II ziet.